# Móricz Virág
Móricz Virág (Budapest, 1909. szeptember 23. – Budapest, 1995. szeptember 9.) írónő. Móricz Zsigmond legidősebb lánya, a Nyugat titkára, filmes segédrendező és író.

## Életpályája
Móricz Zsigmond és Holics Eugénia Margit lányaként született, vallása evangélikus. Tanulmányait Bécsben és Berlinben végezte. A budapesti egyetemen 1932-ben művészettörténetből és esztétikából oklevelet szerzett. 1931–32-ben a Nyugat titkára, majd filmsegédrendező. 1936-ban Bukaresti éjszaka című novellájával elnyerte a Nyugat pályázatának díját. 1937. december 31-én Budapesten férjhez ment a nála öt évvel idősebb Koch Richárd okleveles gépészmérnökhöz, Koch Móric és Hoffmann Erzsébet fiához. (Férje 1945-ben a nevét Kolosra változtatta.)
Első nagyobb terjedelmű műve az Apám regénye (1953), amely jelentős forrástanulmány apja életművéhez is. Apja irodalmi hagyatékának gondozójaként több drámáját vitte színpadra. A Móricz Zsigmond szerkesztő úr (1967) és Tíz év (1981) című könyveiben – mintegy az Apám regényét folytatva – Móricz Zsigmond életéről, munkásságáról közölt újabb dokumentumokat bő, elemző kommentárokkal. A Móricz Zsigmond szerkesztő úr apja életének azt a négy esztendejét tárja a közönség elé, amikor Móricz – egy ideig Babits Mihállyal együtt – a Nyugatot szerkesztette.
Regényeiben – mint novelláiban is – az akkori kor kérdései foglalkoztatták. Korának átalakuló világáról, különösen az akkori lányok, asszonyok életéről, problémáiról szól. Regények, novellák mellett útirajzokat is írt. Lakó Györggyel közösen lefordította Arvi Järventaus finn író Kis falu a világ végén (1938) című regényét.
Sírja a Farkasréti temetőben található (38. parcella, 1-29/30). Lányai Kolos Virág és Kolos Réka.

## Művei

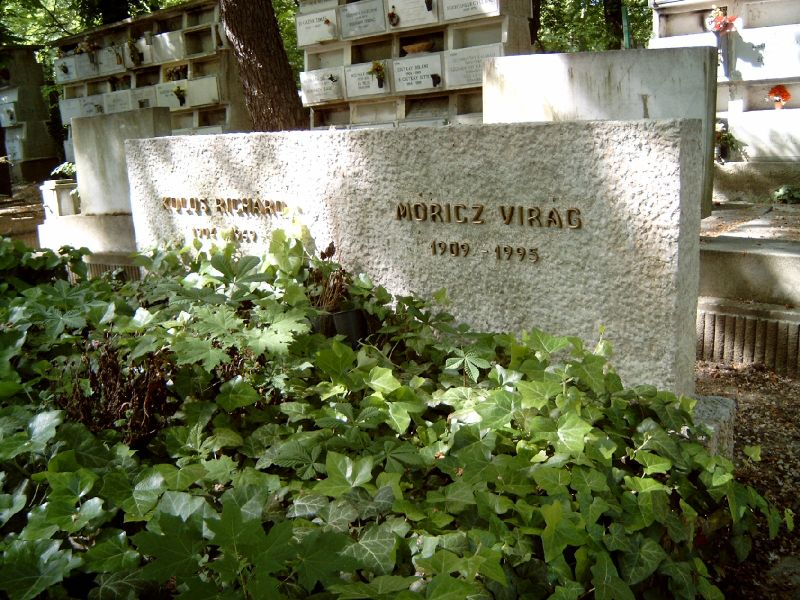
Móricz Virág sírja Budapesten. Farkasréti temető: 38-1-29/30

- Szárnyas oltárok a bártfai Szent Egyed-templomban (1932)  doktori értekezés
- Első szemeszter (1933) kisregény
- Bukaresti éjszaka (1936) novella
- Zichy Mihály (1944) (életrajz)
- Apám regénye (1953)
- Szerencse (1954) regény
- Rosta (1955) regény
- Küszöb (1956)
- Pókháló (1958)
- Balga szüzek (1961) karrier-regény
- Kaland (1963)
- Suomiban jártam (1965)
- Móricz Zsigmond szerkesztő úr (1967)
- Gúnyos mosoly (1968)
- Napnyugaton jártam (1970)
- Fasor (1973)
- Hiába (1975)
- Tíz év (1981)
- Illúzió (1983)
- Nehéz az élet (1984)
- Aranynap (1985)
- Mexikói szerelem (1987)
- Anyám regénye (1988)